# Holoparamecus atomus
Holoparamecus atomus là một loài bọ cánh cứng trong họ Endomychidae. Loài này được Ragusa miêu tả khoa học năm 1888.